# 클라인 병

클라인 병의 3차원 유클리드 공간으로의 몰입. 공간의 한계상 몸체를 뚫고 들어가는 것처럼 그려졌지만, 실제 클라인 병은 자기 자신을 뚫고 들어가지 않는다.

수학에서 클라인 병(Klein甁, 영어: Klein bottle) 또는 클라인 대롱은 뫼비우스의 띠를 닫아 만든 2차원 곡면으로, 방향을 정할 수 없다. 즉 안과 바깥의 구별이 없기 때문에 클라인 병을 따라가다 보면 뒷면으로 갈 수 있다. 2차원의 방향을 정할 수 없는 평면으로는 이외에도 뫼비우스의 띠와 사영 평면이 있다. 우리는 클라인 병을 쉽게 상상하기 힘든데, 그 이유는 우리가 사는 공간은 3차원이지만 클라인 병은 3차원 공간에서 존재할 수 없기 때문이다. 다만 4차원 공간에서 존재할 수는 있다.

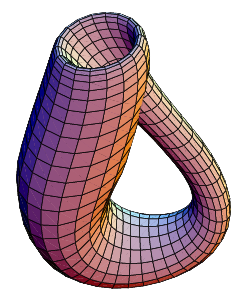

## 역사
클라인 병은 1882년 독일의 수학자 펠릭스 클라인이 발견했다. 본래 클라인은 이 곡면을 ‘클라인 곡면(독일어: Kleinsche Fläche)’이라 이름붙였지만, 이것이 와전되어 지금의 이름인 ‘클라인 병(독일어: Kleinsche Flasche)’이다

## 같이 보기
- 곡면
- 뫼비우스의 띠
- 사영 평면
- 원환면
- 교차모